# Tsl Outdoor
Tsl Outdoor est la marque commerciale de TSL Sport Equipement anciennement Thônes Sport Loisirs, entreprise française fondée en 1981 à La Clusaz puis rachetée en 1986 par son PDG, Philippe Gallay (groupe Gallay). Elle est le leader mondial de la raquette à neige avec quelque 3 000 paires de raquettes fabriquées par jour et spécialiste des produits de loisirs extérieurs. 
Son siège social est situé à Annecy-le-Vieux, en Haute-Savoie, en France.

## Histoire
En 1981, Jean-Claude Bibollet crée la société Thônes Sport Loisirs à la suite d'un voyage au Canada, et se lance dans la fabrication de raquettes en plastique, copiant le modèle des raquettes des trappeurs du Grand Nord.
En 1986, la société est en difficulté en raison de la mauvaise qualité du produit et elle est reprise par Philippe Gallay, un ancien moniteur de ski et formé en hôtellerie,,. En deux ans, la production passe de 1 000 à 2 000 paires par an. Quelque 30 000 paires sont fabriquées en 1989, mais seulement 20 000 paires en 1990 à cause d'un manque de neige.
Entre 1991 et 1997, la production va augmenter en moyenne de 60% par an, pour atteindre 65 000. En 1992, TSL rachète son sous-traitant, BM Injection, devenu depuis Injection 74, afin de s'assurer la garantie des commandes,. En 1992, la première salariée est embauchée et réalise ses premières exportations au Japon. En 1994, la société s'installe à Alex dans un local de 550 m². En 1995, création de la 225 qui sera produitef% des ventes en 2002), les bâtons télescopiques (5 %)  et les sacs à dos (5 %). En 1999, création de la 205 qui sera produite à plus de 350 000 exemplaires. Les années 2001 et 2002 connaissent un déficit de neige et la production annuelle passe de 93 000 à 80 000.
En 2005, création de la première gamme de bâtons de marche nordique, déménagement à Annecy-le-Vieux et création de Rescue, un traîneau spécifique aux secours en montagne et développé avec le PGHM.
En 2006, TSL Sport Equipement s'implante aux États-Unis, sous le nom de TSL Snowshoes, notamment grâce à sa raquette TSL 225 innovant avec sa forme de guêpe.
Les années 2007 et 2008 connaissent aussi un défaut de neige, et TSL vit sa seconde crise avec une production en baisse de 50%.
En 2010, la société crée à nouveau l'événement en ouverture de saison avec la TSL 325 Nature, une raquette recyclée et recycable,. La production passe à plus de 2 millions de paires vendues.
En 2011, TSL présente le Yooner, inspiré du paret.

## Distribution
Elle vend ses produits à travers 2000 points de vente en France, et est présente dans 35 pays dans le monde.

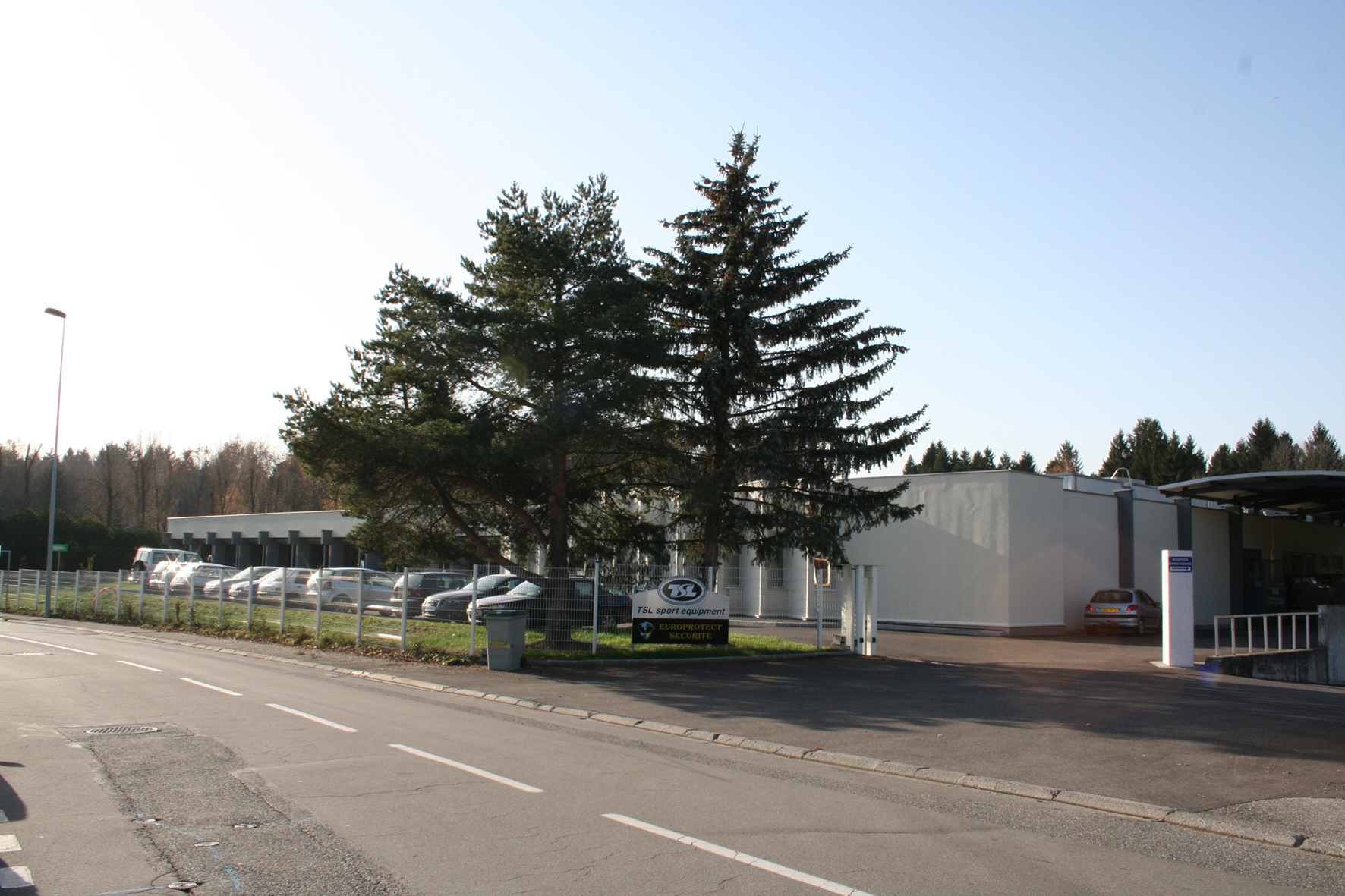
Locaux TSL.